# Liste des musées de Londres
Pour un article plus général, voir Liste de musées au Royaume-Uni.

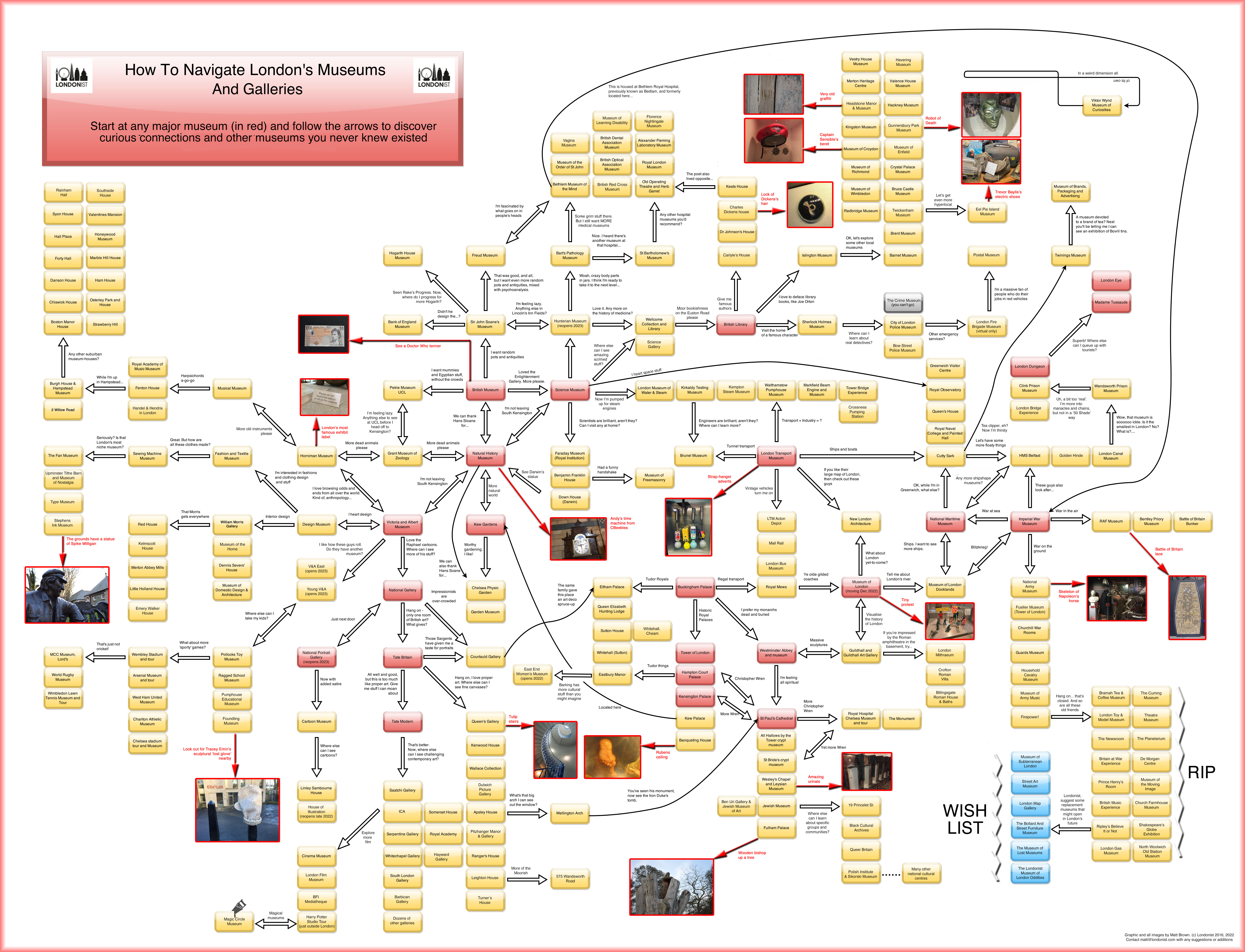
Diagramme des musées de Londres

Cet article présente la liste des musées de Londres. Il y a plus de 250 musées à Londres, la capitale de l'Angleterre et du Royaume-Uni.

## A-C
- Age Exchange Reminiscence Centre
- Alexander Fleming Laboratory Museum
- All Hallows-by-the-Tower Undercroft Museum
- Anaesthesia Heritage Centre
- Apsley House –  la maison du duc de Wellington
- Arc de Wellington
- Arsenal Football Club Museum
- Baden-Powell House Exhibition
- Bankside Gallery - également siège de la Royal Watercolour Society et de la Royal Society of Painter-Printmakers
- Bank of England Museum – musée de la monnaie
- Banqueting House
- Barnet Museum
- Benjamin Franklin House
- Ben Uri Gallery, The London Jewish Museum of Art
- Berkshire and Westminster Dragoons Museum
- Bethlem Royal Hospital Archives and Museum
- Bexley Museum
- Black Cultural Archives
- Boston Manor House
- Bramah Tea and Coffee Museum
- Britain At War Experience
- British Dental Association Museum
- British Library – bibliothèque nationale
- British Museum –
- British Optical Association Museum
- British Postal Museum and Archive
- British Red Cross Museum and Archives
- Bromley Museum
- Brooking Collection of Architectural Detail
- Bruce Castle Museum
- Brunei Gallery School of Oriental and African Studies
- Brunel Engine House
- BT Archives
- Building Centre Gallery
- Canada House Gallery
- Carlyle's House
- Cartoon Art Trust
- Centre for Recent Drawing
- Charles Dickens Museum
- Chartered Insurance Institute Museum
- Chelsea Physic Garden
- Chiswick House
- Church Farmhouse Museum
- Churchill Museum and Cabinet War Rooms
- Clarence House
- Clink Prison Museum
- Clockmakers' Museum
- College of Arms
- Couper Collection
- Institut Courtauld (Courtauld Gallery) – anciens maîtres et impressionnistes
- Crofton Roman Villa
- Crossness Pumping Station
- Crown Jewels
- Croydon Lifetimes Museum
- Croydon Natural History and Scientific Society
- Crystal Palace Museum
- Cuming Museum
- Cutty Sark Museum – l'un des plus célèbres clipper

## D-G
- Dali universe
- Danson House
- De Morgan Centre
- Dennis Severs' House, 18 Folgate Street
- Design Museum
- Dr Johnson's House – l'ancienne maison de Samuel Johnson
- Dorich House
- Drapers Company Collections
- Dulwich Picture Gallery – collection d'anciens maîtres
- Eastside Community Heritage
- Eltham Palace
- Erith Museum
- Estorick Collection of Modern Italian Art
- Fan Museum – collection d'éventails
- Fashion and Textile Museum
- Fenton House
- Firepower: The Royal Artillery Museum
- Florence Nightingale Museum
- Forty Hall Museum
- Foundling Museum
- Freud Museum
- Fulham Palace
- Galton Collection
- Garrick's Temple
- Geffrye Museum - renommé Museum of the Home
- Gilbert Collection – Art décoratif
- Golden Hinde – réplique du navire de Francis Drake
- Grange Museum of Community History
- Grant Museum of Zoology and Comparative Anatomy
- Great Ormond Street Hospital Museum and Archive
- Greenwich Heritage Centre
- Greenwich Hospital
- Greenwich Visitor Centre
- The Guards Museum
- Guide Heritage Centre
- Guildhall Art Gallery
- Guildhall Library
- Gunnersbury Park Museum

## H-M
- Hackney Museum
- Ham House, Richmond
- Hampstead Museum
- Hampton Court – un ancien palais royal
- Handel & Hendrix à Londres – les anciennes résidence de Georg Friedrich Haendel et Jimi Hendrix
- Harrow Museum
- Hermitage Rooms
- HMS Belfast – un ancien croiseur léger sur la Tamise
- Hogarth's House
- Museum of the Home
- Honeywood Heritage Centre
- Honourable Artillery Company Museum
- Horniman Museum
- House Mill Museum at Three Mills
- Household Cavalry Museum
- Hunterian Museum at the Royal College of Surgeons
- Imperial War Museum – musée de la guerre
- Inns of Court and City Yeomanry Museum
- Institute of Archaeology Collections
- Island History Trust
- Islington Museum
- Jewel Tower
- Jewish Military Museum and Memorial Room
- Musée juif (Jewish Museum (Camden))
- Jewish Museum (Finchley)
- Keats House
- Kennel Club Art Gallery
- Palais de Kensington
- Kenwood House – mansion et collection d'anciens maîtres
- Kew Bridge Steam Museum
- Kew Gardens Museum No.1 and Marianne North Gallery
- Kew Transport Museum
- Kingston Museum
- Kirkaldy Testing Museum
- Leighton House Museum
- Library and Museum of Freemasonry
- Linnean Society Collections
- Linley Sambourne House
- Little Holland House
- Livesey Museum for Children
- London Canal Museum
- London Dungeon
- London Fire Brigade Museum
- London Motorcycle Museum
- London Museum Docklands - histoire du port de Londres
- London Sewing Machine Museum
- London Toy and Model Museum
- London Transport Museum – musée du transport
- Madame Tussaud
- Magic Circle Museum
- Manor Park Museum
- Marble Hill House
- Markfield Beam Engine and Museum
- Marx Memorial Library
- MCC Museum
- Merton Heritage Centre
- Michael Faraday Museum
- Musée de l'ordre de Saint-Jean
- Museum in Docklands
- Museum of Domestic Design and Architecture
- Museum of Garden History
- Museum of Immigration and Diversity
- Musée de Londres (Museum of London) – histoire de Londres
- Museum of Performance
- Museum of Richmond
- Museum of Rugby
- Museum of the Order of St John
- Museum of Veterinary History
- Musical Museum – collection d'instruments de musique

## N-R
- National Archives
- National Army Museum – musée de l'Armée
- National Gallery –  collection nationale de peintres occidentaux jusqu'à 1900
- National Maritime Museum
- National Museum of Childhood
- National Portrait Gallery
- Natural History Museum – musée national de la biologie et de la géologie
- The Newsroom - Guardian and Observer Archive and Visitor Centre
- North Woolwich Old Station Museum
- Old Operating Theatre
- Old Speech Room Gallery, Harrow School
- Orleans House Gallery
- Osterley Park
- Palais de Buckingham
- Percival David Foundation of Chinese Art
- Petrie Museum of Egyptian Archaeology
- Pitzhanger Manor
- Polish Institute and Sikorski Museum
- Pollock's Toy Museum
- Prince Henry's Room
- Pumphouse Educational Museum
- Queen Elizabeth’s Hunting Lodge
- Queen's Gallery – exposition d'objets de la Royal Collection
- Queen's House – le premier bâtiment palladien en Angleterre
- Ragged School Museum
- Ranger's House (Wernher Collection)
- Red House
- Redbridge Museum
- Riesco Gallery
- Rose Theatre Exhibition
- Royal Academy of Arts
- Royal Air Force Museum – musée de la Royal Air Force

- Royal Armouries
- Royal College of Music Archives and Museum of Instruments
- Royal College of Physicians Collections
- Royal Fusiliers Museum
- Royal Hospital Chelsea
- Royal Institute of British Architects Collections
- Royal Greenwich Observatory – musée d'astronomie
- Royal London Hospital Archives and Museum
- Royal Mews – les carrosses de la Reine
- Royal Military School of Music Museum
- Royal Mint Sovereign Gallery
- Royal Pharmaceutical Society Museum
- Royal Philatelic Collection

## S-Z
- St Bartholomew's Hospital Museum
- St Paul's Cathedral Crypt Museum
- Saatchi Gallery – une collection d'art contemporain
- Salvation Army International Heritage Centre
- Science Museum –  musée national des sciences et des technologies
- Sherlock Holmes Museum
- Shakespeare’s Globe Exhibition
- Sir John Soane's Museum
- Smythson Stationery Museum
- Somerset House
- South London Gallery
- Southside House
- Spencer House
- Stephens Collection
- Sutton House
- Tate Britain gallery – collection nationale d'art britannique. Ancienne Tate gallery
- Tate Modern – collection nationale d'art moderne.
- Tower Bridge
- Tour de Londres (Tower of London) – forteresse et ancienne  résidence royale
- Tussaud Museum
- Twinings Museum
- Two Willow Road
- Twickenham Museum
- Type Museum
- UCL Collections – art, ethnographie, géologie et science
- Valence House Museum
- Vestry House Museum
- Victoria and Albert Museum – collection nationale d'arts appliqués
  - V&A Museum of Childhood
- Wallace Collection – vieux maîtres et art décoratif
- Wandle Industrial Museum
- Wandsworth Museum
- Wellcome Library
- Wellcome Museum of Anatomy and Pathology
- Wesley's Chapel and the Museum of Methodism
- West Ham United Museum
- Westminster Abbey Museums – venue of British royal coronations
- Westminster Dragoons Museum
- Whitechapel Gallery
- Whitehall, Cheam
- Whitewebbs Museum of Transport
- William Morris Gallery
- Wimbledon Lawn Tennis Museum
- Wimbledon Society Museum of Local History
- Wimbledon Windmill Museum
- Women's Library
- Young's Brewery
- Zoo de Londres

## Visiteurs
Le département de la Culture, des Médias et du Sport publie chaque mois les chiffres de fréquentation des différents musées : 
(en) 
Le musée le plus populaire du secteur privé est le Sherlock Holmes Museum.
Au 31 mars 2006 :
- Tate Modern et Tate Britain – 6 025 888
- British Museum – 4 492 852
- National Gallery – 3 557 839
- Muséum d'histoire naturelle – 3 200 645
- Science Museum – 2,019,931
- Victoria and Albert Museum – 1,902,587
- National Portrait Gallery – 1,528,310
- National Maritime Museum – 1,493,042
- Imperial War Museum – 690,529
- Musée de Londres (Museum of London) – 375,013
- Churchill Museum and Cabinet War Rooms – 304,474
- Musée Horniman – 285,884
- HMS Belfast – 229,529
- Wallace Collection – 210,642
- Theatre Museum – 165,994
- National Museum of Childhood – 123,376 (fermé pour rénovation depuis novembre 2005)
- Museum in Docklands – 98,183
- Sir John Soane's Museum – 81,534
- Geffrye Museum – 79,408